# Billy McGrath's Love Letters
Billy McGrath's Love Letters è un cortometraggio muto del 1912.

## Produzione
Il film fu prodotto dalla Essanay Film Manufacturing Company.

## Distribuzione
Distribuito dalla General Film Company, il film - un cortometraggio a un rullo - uscì nelle sale cinematografiche statunitensi il 13 settembre 1912.